# بيرجستروم التغذية

## بيرجستروم التغذية هي شركة مصنعة للمكملات الغذائية فيالولايات المتحدة.
اعتبارًا من يونيو 2015، هي الشركة المصنعة الوحيدة في أمريكا الشمالية لميثيل سلفونيل ميثان (MSM)، وهو مكون يستخدم في منتجات المكملات الغذائية. تستخدم Bergstrom Nutrition تقنيات خاصة لتقطير وتنقية MSM. هذا إلى جانب بيانات السلامة المنشورة المكثفة سمحت لمنتجهم لتأكيد ذاتيًا بأنه «معترف به بشكل عام على أنه آمن» (GRAS) الذي يتلقى رسالة عدم اعتراض من إدارة الغذاء والدواء الأمريكية.

### أصل الشركة
تأسست شركة Bergstrom Nutrition (التي كانت تسمى في الأصل Cardinal Associates) في عام 1988 من قبل Bergstrom George و Bob Cowan ، المهندسين الكيميائيين الذين عملوا مع dimethylsulfoxide (DMSO) و dimethyl sulfone /(DMSO2) methylsulfonylmethane (MSM). كان المؤسسون أول من أدخل MSM كمكمل غذائي لكل من أسواق الحيوانات والإنسان.
في عام 1998، قامت شركة Bergstrom Nutrition ببناء مرفق تصنيع مخصص فقط لإنتاج MSM في فانكوفر بواشنطن، وهو مسجل وفقًا لمعيار ISO 9001: 2008، وشهادة FSSC 22000: 2010 ومتوافقة مع HACCP و cGMP.

#### المنتجات
تنتج Bergstrom Nutrition مادة خام MSM تحمل علامة OptiMSM (للسوق البشرية) و PurforMSM (لسوق الحيوانات). OptiMSM هو MSM الوحيد المعين على أنه GRAS ، ويتلقى رسالة عدم اعتراض من إدارة الأغذية والأدوية.